# Люшненко, Надежда Сергеевна
Надежда Сергеевна Люшненко — звеньевая колхоза в Красноармейском районе Житомирской области, Герой Социалистического Труда.

## Биография
Работала звеньевой по выращиванию льна-долгунца в колхозе имени 131-го Таращанского полка (позже имени Ленина) села Великий Луг Красноармейского района Житомирской области Украинской ССР.
Указом Президиума Верховного Совета СССР от 7 июня 1950 года удостоена звания Героя Социалистического Труда с вручением ордена Ленина и золотой медали «Серп и Молот».